# Aphanius fasciatus
Aphanius fasciatus es una especie de pez de la familia de los ciprinodóntidos en el orden de los ciprinodontiformes.

## Morfología
Los machos pueden alcanzar los 6 cm de longitud total.

## Distribución y Hábitat
Es una especie que habita en los estuarios, las marismas y lagunas salobres costeras. Se encuentra alrededor de todo el mar Mediterráneo, tanto al norte en (Turquía), y costas europeas (Francia, Italia, Eslovenia, Croacia, Albania, Grecia y Montenegro) como en las costas del sur en África del Norte (desde Egipto hasta el este de Argelia).
Una especie muy próxima, autóctona de España, es A. iberus o fartet, por lo que posee potencial invasor o la susceptibilidad de convertirse en una amenaza grave por competir con las especies silvestres autóctonas, alterar su pureza genética o los equilibrios ecológicos.